# Рюкан
Рю́кан (норв. Rjukan) — місто й адміністративний центр комуни Тінн у фюльке Телемарк, Норвегія.

## Назва
Назву місто отримало від водоспаду Рюканфоссен («Димкий водоспад»), розташованого на захід від Рюкана.

## Географія
Місто розташоване вузькій долині Вестфйорддален між озерами Месватн і Тінншо, біля підніжжя гори Гаустатоппен у східній Норвегії. Найближчими містами є Нотодден (75 км) і Конгсберг (88 км). Річка Мона протікає через місто, аж до Тінншо.
Місто складається з 14 районів, таких як: Bøhagen, Flekkebyen, Svadde та інші.

## Історія
У минулому Рюкан був важливим промисловим центром Телемарку. Його засновано між 1905 і 1916 роками, коли компанія Norsk Hydro розпочала тут виробництво селітри як добрива. Рюкан обрано для цієї мети тому, що 104-метровий водоспад Рюканфоссен міг легко виробляти багато електроенергії. Ідея використання водоспаду Рюканфоссен належала Самуелю Ейде, засновнику компанії Norsk Hydro. Підраховано, що очолювана ним компанія A/S Rjukanfoss, а пізніше Norsk Hydro, витратили на будівництво Рюкана приблизно два бюджети Норвегії і що найбільша кількість людей, які будували тут фабрики й саме місто, сягала 12 000 осіб, які прибували сюди також зі Швеції, Данії та Фінляндії. 1934 року Norsk Hydro побудувала в Рюкані найбільшу в світі гідроелектростанцію Веморк, а разом з нею і водневе виробництво. Побічним продуктом виробництва водню була важка вода, одержувана в процесі електролізу. Про те, що Norsk Hydro фактично виробляє важку воду, компанія дізналася від майбутнього лауреата Нобелівської премії Одда Гасселя.
Під час Другої світової війни компанією керувала німецька окупаційна влада, і проти неї неодноразово відбувалися диверсійні акти з боку норвезького Опору та сил антигітлерівської коаліції з метою завадити нацистам у створенні атомної бомби.
Нині в будівлях колишньої гідроелектростанції відкрито Норвезький музей промислових працівників, де представлено історію Рюкана, його індустріалізації, а також розділ, присвячений подіям Другої світової війни та пов'язаної з нею підривної діяльності.
Після 1960 року майже все виробництво селітри переведено з Рюкана на підприємства Norsk Hydro, розміщені в Герьої і Порсгрунні. Деякі галузі промисловості, як і раніше, існують у Рюкані, зокрема, експортувальні компанії Scana Skarpenord, Yara, Eka Chemicals і Hoesch Scanalloys.
Статус міста Рюкан отримав 1996 року.

### Церква Рюкан
Церква місті була побудована зі природного каменю з вежею біля входу на південний захід. Церква освячена 21 грудня 1915 року. У лютому 1965 року під час зйомок фільму «Герої Телемарка» загорілася галерея і всі горючі матеріали в церкві згоріли, залишилися лише стіни. Вежа була сильно пошкоджена і її довелося значною мірою перебудовувати. Більшість стін було використано повторно та церква в основному отримала той самий зовнішній вигляд, але інтер’єр всередині зовсім іншим.

## Населення
У 1910 році Рюкан мав близько 2000 жителів, у 1920 році – близько 8000, а в 1960 році – близько 6500. Рюкан вважається одним із перших міст у Норвегії, яке було сплановано з нуля архітекторами.
Населення 3386 осіб станом на січень 2009 року.
Приблизна оцінка на січень 2018 року складає 3243 жителя.
Станом на 1 січня 2023 року місто нараховує 3022 мешканця.

## Туризм
Рьюкан має давні туристичні традиції. Понад століття туристи відвідують вузьку долину, в якій розташоване місто. Водоспад Рюканфоссен, який є знаменитою ландшафтною пам'яткою Норвегії, зобразили кілька відомих художників. Ці місця зручні для лижного спорту, крім того, місто є відправною точкою для пішохідних маршрутів плато Гардангервідда. У 1860-х роках. біля водоспаду побудовано Крокан — перший із туристичних будиночків Норвезької асоціації трекінгу. Після того, як водоспад використали для гідроелектростанції, будиночок продали. Нині він знову відкритий і розташований поблизу дороги, що веде з Рюкана у Віньє. В останні роки Рюкан став відомий і завдяки своїм можливостям в галузі льодолазіння . У цих місцях багато різноманітних замерзлих водоспадів, а сезон досить тривалий — від листопада до квітня.

## Відомі люди
- Кнут Гауґланд (1917 – 2009) — норвезький мандрівник, радіоінженер.
- Гуннар Сонстебю (1918 – 2012) — офіцер, учасником норвезького руху опору під час німецької окупації Норвегії.
- Маркус Бернт Ейдсвіг (1953) — норвезький римо-католицький єпископ.
- Йорн Ланде (1968) — норвезький рок-вокаліст, композитор, автор пісень.

## Цікаві факти
- Майже половину року, від вересня до березня, Рюкан перебуває в тіні навколишніх гір, що повністю закривають його від сонця. Для освітлення міста 2013 року на гірському хребті встановили три дзеркала, кожне площею 17 м2[6].
- Рюкан в масовій культурі представлений у першій частині серії з гри Medal of Honor, де нацистські вчені намагаються створити атомну бомбу на міській електростанції.

## Світлини

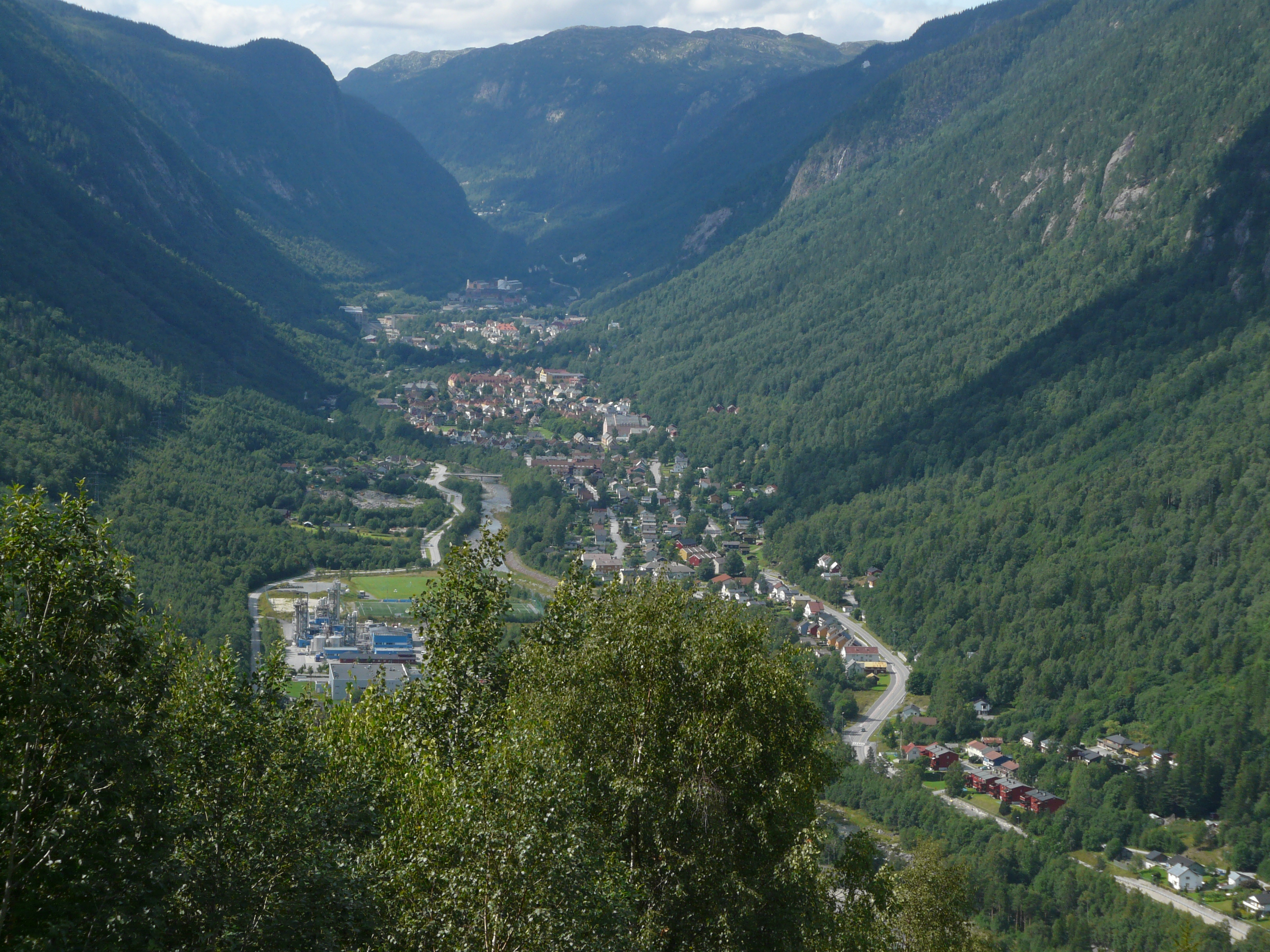
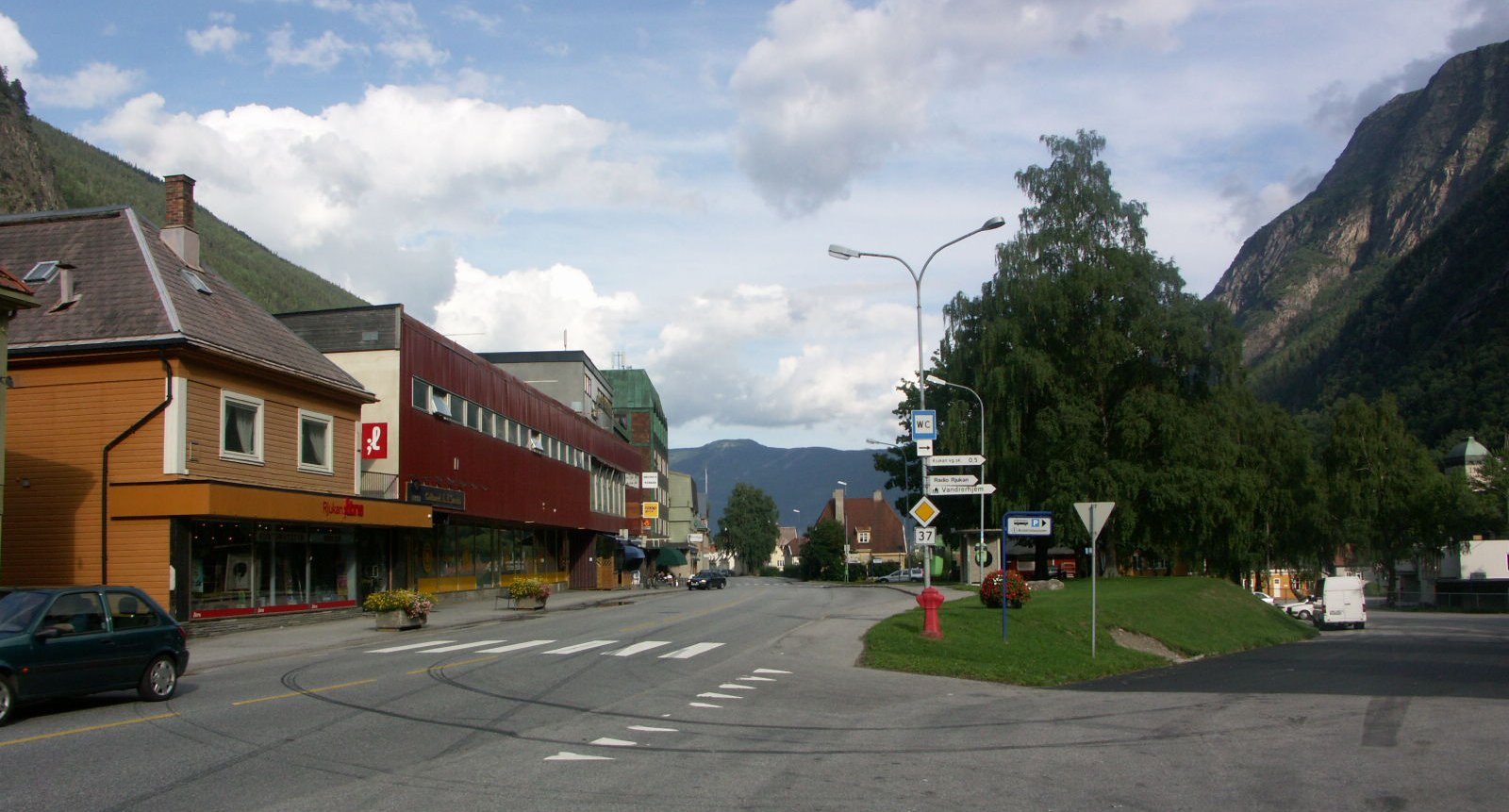
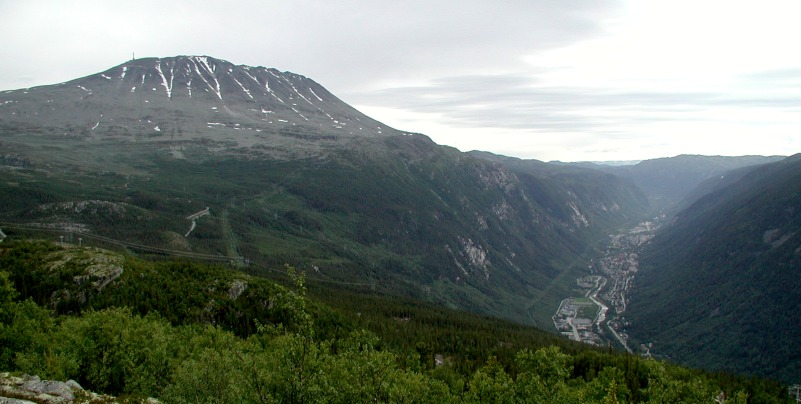
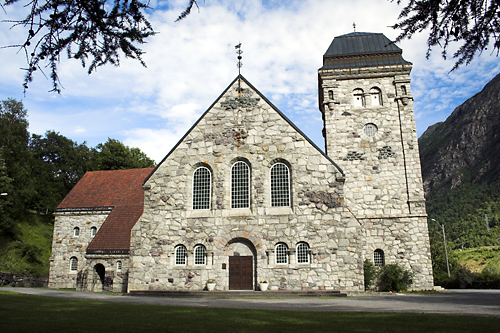
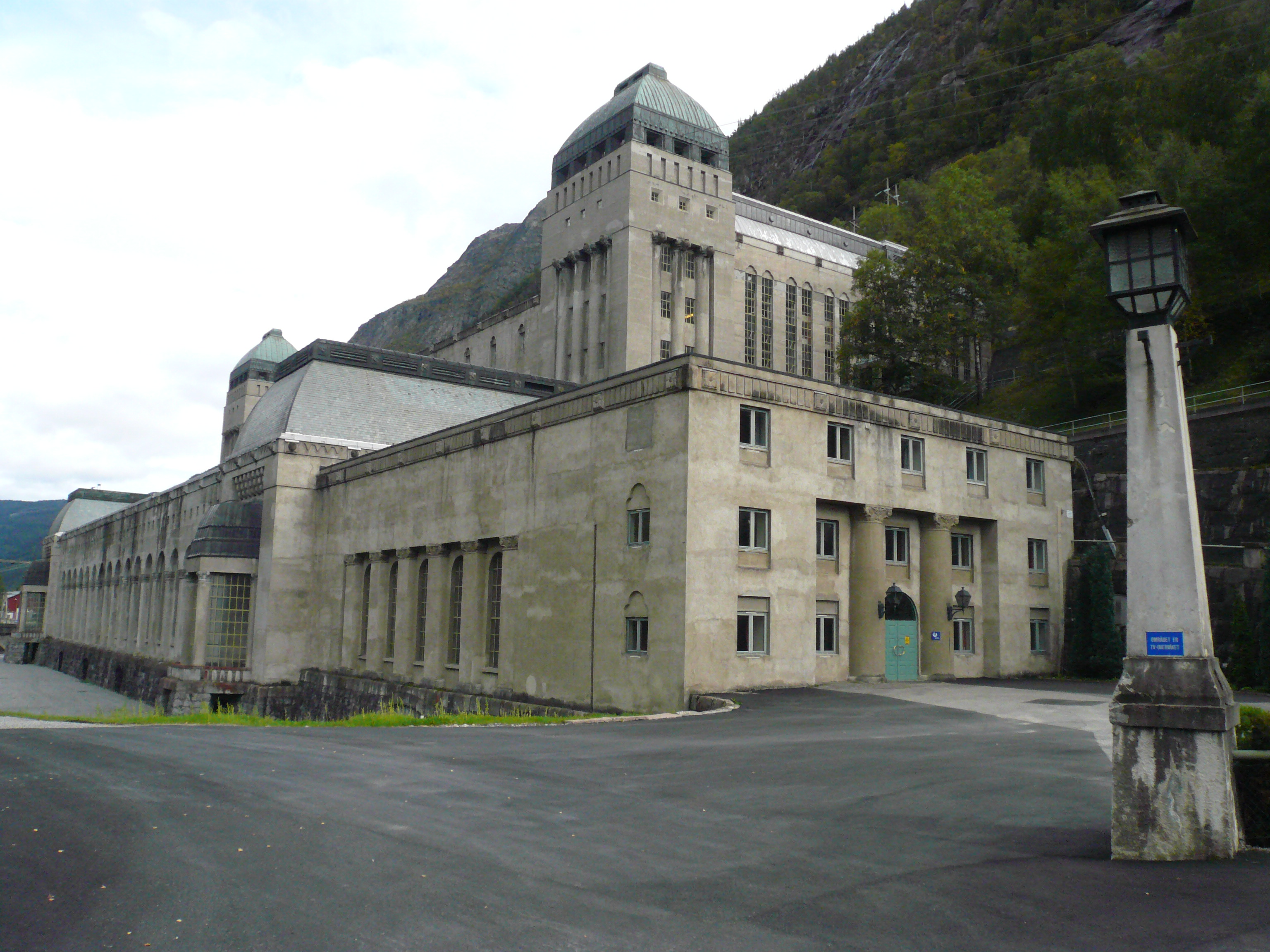
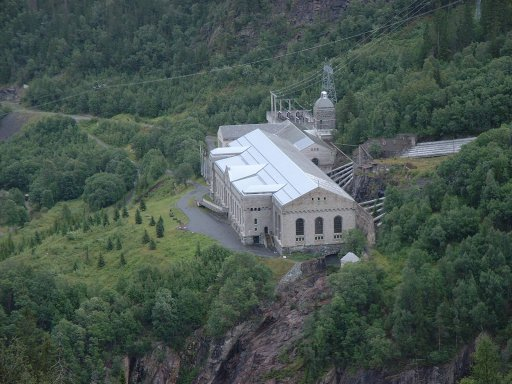
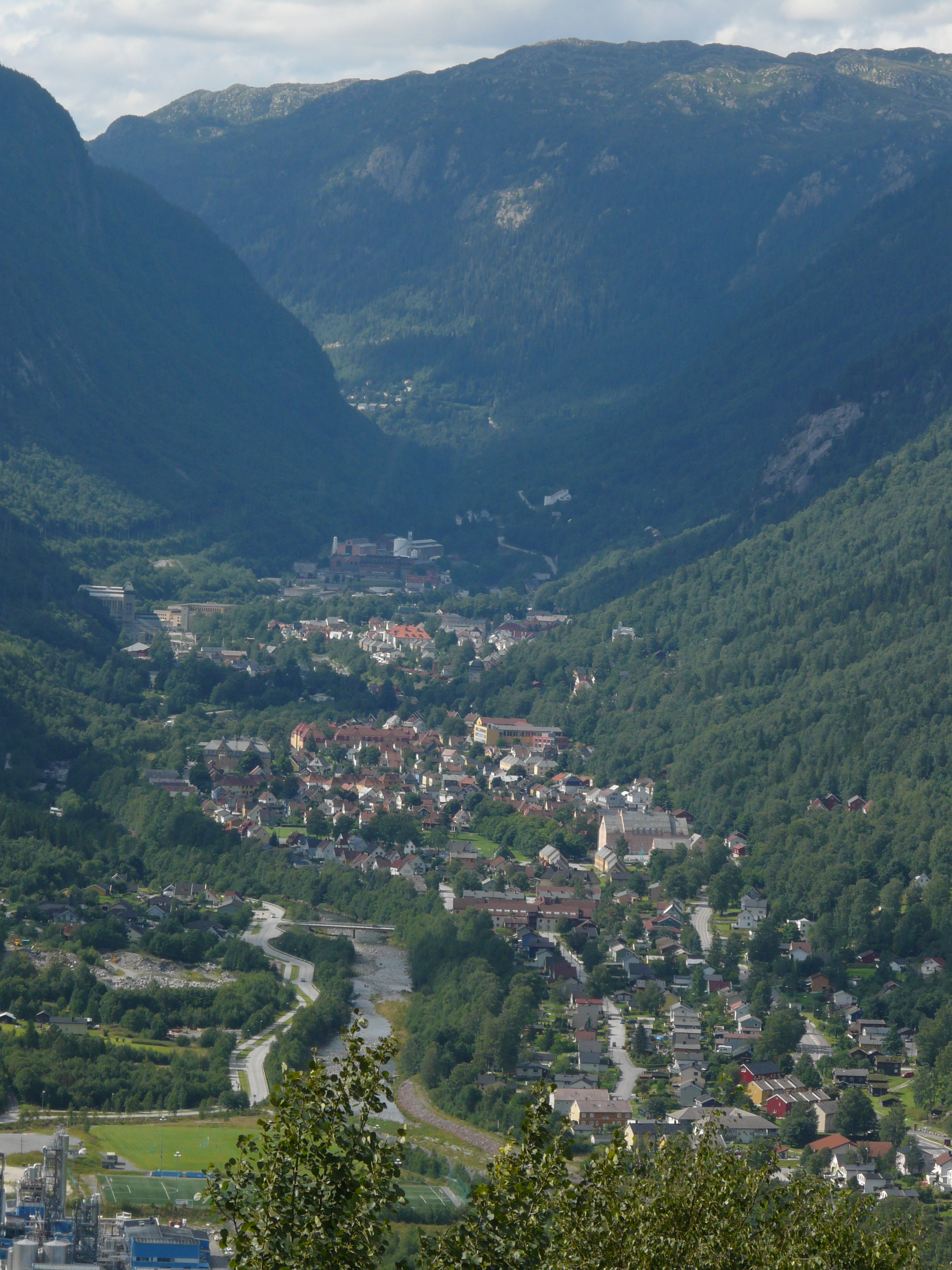